# Grote Paul
De Grote Paul is een Nederlandse prijs voor fotografie die sinds 2002 jaarlijks wordt uitgereikt aan de fotograaf die volgens eigen vakgenoten de beste topfotograaf van dat jaar is.  
De prijs is vernoemd naar de Nederlandse fotograaf Paul Huf. In 2002, het jaar van zijn overlijden is de eerste Grote Paul aan Paul Huf zelf toegekend. 
Initiator van de Grote Paul is Jan van Buuren. Financier en mede-organisator was Paul Hufs zoon Peter Paul Huf. Hij trok zich in 2011 terug omdat naar zijn mening de invulling die Van Buuren aan de prijs heeft gegeven afbreuk heeft gedaan aan het imago van de prijs. Iets eerder datzelfde jaar had Joost van den Broek geweigerd de prijs in ontvangt te nemen.
Naast deze prijs bestaat ook de Foam Paul Huf Award. Sinds 2007 wordt die prijs door FOAM georganiseerd.

## Winnaars
- 2002 - Paul Huf
- 2003 - Erwin Olaf
- 2004 - Anton Corbijn
- 2005 - Patricia Steur
- 2006 - Rineke Dijkstra
- 2007 - Vincent Mentzel
- 2008 - Desiree Dolron
- 2009 - Govert de Roos
- 2010 - Stephan Vanfleteren
- 2011 - Peter Kemp
- 2012 - Heike Suhre
- 2013 - Annelies Schreuder
- 2014 - Lieve De Boeck
- 2015 - Bea Moedt
- 2016 - Ki Tan
- 2017 - Sander van Laar
- 2018 - Dennis Polman
- 2019 - Matty van Wijnbergen
- 2019 - Pim Ras
- 2020 - Kaat Stieber